# Speak to Me
Pistes de The Dark Side of the Moon
Breathe
Speak to Me est un instrumental de l'album The Dark Side of the Moon du groupe de rock progressif anglais Pink Floyd, qui sert d'introduction d'abord à la version longue du Pink Floyd: Live at Pompeii et ensuite à l'album. Fait rare, elle est créditée au seul batteur Nick Mason, bien que le principal compositeur du groupe, Roger Waters, ait par la suite affirmé qu'il en avait fait « cadeau » à Mason, ce qu'il regrettera pendant les procédures judiciaires qui suivirent son départ du groupe.

## Composition
La chanson elle-même ne présente aucune parole (en fait, elle contient des parties de conversation que Pink Floyd a enregistrées sur bande, avec un court extrait de la performance vocale de Clare Torry sur The Great Gig in the Sky), et consiste en une série d'effets sonores. Elle introduit la première vraie chanson de l'album, Breathe. Pour cette raison, les deux chansons sont jouées ensemble à la radio et forment souvent une seule piste sur les éditions de l'album.

## Titre
Le titre du morceau provient de la phrase souvent répétée par l'ingénieur du son Alan Parsons pour régler le niveau des micros avant les enregistrements.

### Effets sonores
Voici un résumé des effets sonores notables entendus pendant la chanson:
- battements de cœur, qui peuvent être entendus aussi à la fin d'Eclipse ;
- cliquetis d'horloges, qui apparaissent également sur Time ;
- rires, entendus sur Brain Damage ;
- caisse enregistreuse de Money ;
- hélicoptère aussi présent sur On the Run ;
- chant / cri de Clare Torry, entendus sur The Great Gig in the Sky.

## Parties prononcées
« I've been mad for fucking years, absolutely years. I've been over the edge for yonks. It's working with the band so long, I think... 

I've always been mad, I know I've been mad, like the most of us are... very hard to explain why you're mad, even if you're not mad... »